# Neal Skupski
Neal Skupski (* 1. Dezember 1989 in Liverpool) ist ein britischer Tennisspieler aus England. Er ist vor allem im Doppel aktiv. Er gewann drei Mal in Wimbledon: 2021 und 2022 im Mixed, 2023 im Doppel.

## Karriere
Nachdem Neal Skupski auf dem College für die Louisiana State University gespielt hatte und einen Abschluss in Sportmanagement erzielt hatte, wurde er im Jahre 2013 Profi. Er ist der jüngere Bruder von Ken Skupski, einem ehemaligen Top 50 Spieler im Doppel, mit welchem er auch regelmäßig zusammenspielt. Mit diesem zog er bei seinem Debüt auf der ATP World Tour in Moskau sofort ins Endspiel ein, das die beiden verloren. Aufgrund dieses Erfolgs rückte Neal Skupski erstmals in die Top 100 der Weltrangliste vor. Auf der ATP Challenger Tour gewann er mit seinem Bruder Ken bislang 16 Titel im Doppel, davon allein vier in seiner Debütsaison 2013.
2019 gab er sein Debüt für die britische Davis-Cup-Mannschaft.

## Erfolge
| Legende (Anzahl der Siege)      |
| Grand Slam (3)                  |
| ATP World Tour Finals           |
| ATP World Tour Masters 1000 (3) |
| ATP World Tour 500 (3)          |
| ATP World Tour 250 (10)         |
| ATP Challenger Tour (23)        |

| ATP-Titel nach Belag |
| Hartplatz (10)       |
| Sand (2)             |
| Rasen (7)            |

### Doppel

#### Turniersiege

##### ATP World Tour
| Nr. | Datum             | Turnier              | Belag         | Partner        | Finalgegner                               | Ergebnis          |
| --- | ----------------- | -------------------- | ------------- | -------------- | ----------------------------------------- | ----------------- |
| 1.  | 11. Februar 2018  | Montpellier          | Hartplatz (i) | Ken Skupski    | Ben McLachlan Hugo Nys                    | 7:62, 6:4         |
| 2.  | 28. Oktober 2018  | Wien                 | Hartplatz (i) | Joe Salisbury  | Mike Bryan Édouard Roger-Vasselin         | 7:65, 6:3         |
| 3.  | 28. April 2019    | Budapest             | Sand          | Ken Skupski    | Marcus Daniell Wesley Koolhof             | 6:3, 6:4          |
| 4.  | 13. November 2020 | Sofia                | Hartplatz (i) | Jamie Murray   | Jürgen Melzer Édouard Roger-Vasselin      | kampflos          |
| 5.  | 20. März 2021     | Acapulco             | Hartplatz     | Ken Skupski    | Marcel Granollers Horacio Zeballos        | 7:63, 6:4         |
| 6.  | 3. Oktober 2021   | San Diego            | Hartplatz     | Joe Salisbury  | John Peers Filip Polášek                  | 7:62, 3:6, [10:5] |
| 7.  | 9. Januar 2022    | Melbourne            | Hartplatz     | Wesley Koolhof | Alexander Nedowessow Aisam-ul-Haq Qureshi | 6:4, 6:4          |
| 8.  | 15. Januar 2022   | Adelaide             | Hartplatz     | Wesley Koolhof | Ariel Behar Gonzalo Escobar               | 7:65, 6:4         |
| 9.  | 18. Februar 2022  | Doha                 | Hartplatz     | Wesley Koolhof | Rohan Bopanna Denis Shapovalov            | 7:64, 6:1         |
| 10. | 8. Mai 2022       | Madrid               | Sand          | Wesley Koolhof | Juan Sebastián Cabal Robert Farah         | 6:74, 6:4, [10:5] |
| 11. | 12. Juni 2022     | ’s-Hertogenbosch (1) | Rasen         | Wesley Koolhof | Matthew Ebden Max Purcell                 | 4:6, 7:5, [10:6]  |
| 12. | 14. August 2022   | Montreal             | Hartplatz     | Wesley Koolhof | Daniel Evans John Peers                   | 6:2, 4:6, [10:6]  |
| 13. | 6. November 2022  | Paris                | Hartplatz (i) | Wesley Koolhof | Ivan Dodig Austin Krajicek                | 7:65, 6:4         |
| 14. | 17. Juni 2023     | ’s-Hertogenbosch (2) | Rasen         | Wesley Koolhof | Gonzalo Escobar Alexander Nedowessow      | 7:61, 6:2         |
| 15. | 15. Juli 2023     | Wimbledon            | Rasen         | Wesley Koolhof | Marcel Granollers Horacio Zeballos        | 6:4, 6:4          |
| 16. | 23. Juni 2024     | London               | Rasen         | Michael Venus  | Taylor Fritz Karen Chatschanow            | 4:6, 7:65, [10:8] |
| 17. | 28. Juni 2024     | Eastbourne           | Rasen         | Michael Venus  | Matthew Ebden John Peers                  | 4:6, 7:62, [11:9] |

##### ATP Challenger Tour
| Nr. | Datum              | Turnier                    | Belag         | Partner            | Finalgegner                            | Ergebnis          |
| --- | ------------------ | -------------------------- | ------------- | ------------------ | -------------------------------------- | ----------------- |
| 1.  | 20. Juli 2013      | Recanati                   | Hartplatz     | Ken Skupski        | Gianluigi Quinzi Adelchi Virgili       | 6:4, 6:2          |
| 2.  | 3. August 2013     | Segovia                    | Hartplatz     | Ken Skupski        | Michail Jelgin Uladsimir Ihnazik       | 6:3, 6:74, [10:6] |
| 3.  | 15. September 2013 | Petingen                   | Hartplatz (i) | Ken Skupski        | Benjamin Becker Tobias Kamke           | 6:3, 6:75, [10:7] |
| 4.  | 21. September 2013 | Stettin                    | Sand          | Ken Skupski        | Andrea Arnaboldi Alessandro Giannessi  | 6:4, 1:6, [10:7]  |
| 5.  | 20. September 2014 | Izmir                      | Hartplatz     | Ken Skupski        | Malek Jaziri Alexander Kudrjawzew      | 6:1, 6:4          |
| 6.  | 8. November 2014   | Bratislava (1)             | Hartplatz (i) | Ken Skupski        | Norbert Gombos Adam Pavlásek           | 6:3, 7:63         |
| 7.  | 12. Juni 2015      | Surbiton                   | Rasen         | Ken Skupski        | Marcus Daniell Marcelo Demoliner       | 6:3, 6:4          |
| 8.  | 11. September 2015 | Saint-Rémy-de-Provence (1) | Hartplatz     | Ken Skupski        | Andrej Martin Igor Zelenay             | 6:4, 6:1          |
| 9.  | 13. Februar 2016   | Bergamo                    | Hartplatz (i) | Ken Skupski        | Nikola Mektić Antonio Šančić           | 6:3, 7:5          |
| 10. | 28. Februar 2016   | Cherbourg-Octeville        | Hartplatz (i) | Ken Skupski        | Yoshihito Nishioka Aldin Šetkić        | 4:6, 6:3, [10:6]  |
| 11. | 10. September 2016 | Saint-Rémy-de-Provence (2) | Hartplatz     | Ken Skupski        | David O’Hare Joe Salisbury             | 6:75, 6:4, [10:5] |
| 12. | 12. November 2016  | Bratislava (2)             | Hartplatz (i) | Ken Skupski        | Purav Raja Divij Sharan                | 4:6, 6:3, [10:5]  |
| 13. | 7. Mai 2017        | Savannah                   | Sand          | Peter Polansky     | Luke Bambridge Mitchell Krueger        | 4:6, 6:3, [10:1]  |
| 14. | 27. Mai 2017       | Mestre                     | Sand          | Ken Skupski        | Julian Knowle Igor Zelenay             | 5:7, 6:4, [10:5]  |
| 15. | 17. Juni 2017      | Nottingham                 | Rasen         | Ken Skupski        | Matt Reid John-Patrick Smith           | 7:61, 2:6, [10:7] |
| 16. | 13. August 2017    | Aptos                      | Hartplatz     | Jonathan Erlich    | Alex Bolt Jordan Thompson              | 6:3, 2:6, [10:8]  |
| 17. | 20. August 2017    | Vancouver (1)              | Hartplatz     | Jamie Cerretani    | Treat Huey Robert Lindstedt            | 7:66, 6:2         |
| 18. | 11. November 2017  | Bratislava (3)             | Hartplatz (i) | Ken Skupski        | Sander Arends Antonio Šančić           | 5:7, 6:3, [10:8]  |
| 19. | 4. Februar 2018    | Quimper                    | Hartplatz (i) | Ken Skupski        | Sander Gillé Joran Vliegen             | 6:3, 3:6, [10:7]  |
| 20. | 1. April 2018      | Le Gosier                  | Hartplatz     | John-Patrick Smith | Ruben Bemelmans Jonathan Eysseric      | 7:63, 6:4         |
| 21. | 19. August 2018    | Vancouver (2)              | Hartplatz     | Luke Bambridge     | Marc Polmans Max Purcell               | 4:6, 6:3, [10:6]  |
| 22. | 8. September 2018  | Chicago                    | Hartplatz     | Luke Bambridge     | Leander Paes Miguel Ángel Reyes Varela | 6:3, 6:4          |
| 23. | 17. März 2019      | Phoenix                    | Hartplatz     | Jamie Murray       | Austin Krajicek Artem Sitak            | 6:72, 7:5, [10:6] |

#### Finalteilnahmen
| Nr. | Datum              | Turnier          | Belag         | Partner           | Finalgegner                            | Ergebnis           |
| --- | ------------------ | ---------------- | ------------- | ----------------- | -------------------------------------- | ------------------ |
| 1.  | 20. Oktober 2013   | Moskau           | Hartplatz (i) | Ken Skupski       | Michail Jelgin Denis Istomin           | 2:6, 6:1, [12:14]  |
| 2.  | 29. Juni 2018      | Eastbourne       | Rasen         | Ken Skupski       | Luke Bambridge Jonny O’Mara            | 5:7, 4:6           |
| 3.  | 23. September 2018 | Metz             | Hartplatz (i) | Ken Skupski       | Nicolas Mahut Édouard Roger-Vasselin   | 1:6, 5:7           |
| 4.  | 24. Februar 2019   | Delray Beach (1) | Hartplatz     | Ken Skupski       | Bob Bryan Mike Bryan                   | 6:75, 4:6          |
| 5.  | 14. April 2019     | Houston          | Sand          | Ken Skupski       | Santiago González Aisam-ul-Haq Qureshi | 6:3, 4:6, [6:10]   |
| 6.  | 25. Mai 2019       | Lyon             | Sand          | Ken Skupski       | Ivan Dodig Édouard Roger-Vasselin      | 4:6, 3:6           |
| 7.  | 29. August 2020    | New York City    | Hartplatz     | Jamie Murray      | Pablo Carreño Busta Alex de Minaur     | 2:6, 5:7           |
| 8.  | 1. November 2020   | Wien (1)         | Hartplatz (i) | Jamie Murray      | Łukasz Kubot Marcelo Melo              | 6:75, 5:7          |
| 9.  | 3. April 2021      | Miami (1)        | Hartplatz     | Daniel Evans      | Nikola Mektić Mate Pavić               | 4:6, 4:6           |
| 10. | 18. April 2021     | Monte Carlo      | Sand          | Daniel Evans      | Nikola Mektić Mate Pavić               | 3:6, 6:4, [7:10]   |
| 11. | 8. August 2021     | Washington, D.C. | Hartplatz     | Michael Venus     | Raven Klaasen Ben McLachlan            | 6:74, 4:6          |
| 12. | 2. April 2022      | Miami (2)        | Hartplatz     | Wesley Koolhof    | Hubert Hurkacz John Isner              | 6:75, 4:6          |
| 13. | 24. April 2022     | Barcelona (1)    | Sand          | Wesley Koolhof    | Kevin Krawietz Andreas Mies            | 7:63, 6:75, [6:10] |
| 14. | 9. September 2022  | US Open          | Hartplatz     | Wesley Koolhof    | Rajeev Ram Joe Salisbury               | 6:74, 5:7          |
| 15. | 18. März 2023      | Indian Wells     | Hartplatz     | Wesley Koolhof    | Rohan Bopanna Matthew Ebden            | 3:6, 6:2, [8:10]   |
| 16. | 23. April 2023     | Barcelona (2)    | Sand          | Wesley Koolhof    | Máximo González Andrés Molteni         | 3:6, 7:68, [4:10]  |
| 17. | 26. August 2023    | Winston-Salem    | Hartplatz     | Lloyd Glasspool   | Nathaniel Lammons Jackson Withrow      | 3:6, 4:6           |
| 18. | 4. Oktober 2023    | Peking           | Hartplatz     | Wesley Koolhof    | Ivan Dodig Austin Krajicek             | 7:612, 3:6, [5:10] |
| 19. | 19. Februar 2024   | Delray Beach (2) | Hartplatz     | Santiago González | Julian Cash Robert Galloway            | 7:5, 5:7, [2:10]   |
| 20. | 2. März 2024       | Acapulco         | Hartplatz     | Santiago González | Hugo Nys Jan Zieliński                 | 3:6, 2:6           |
| 21. | 27. Oktober 2024   | Wien (2)         | Hartplatz (i) | Michael Venus     | Alexander Erler Lucas Miedler          | 6:4, 3:6, [1:10]   |
| 22. | 22. Februar 2025   | Doha             | Hartplatz     | Joe Salisbury     | Julian Cash Lloyd Glasspool            | 3:6, 2:6           |
| 23. | 20. April 2025     | Barcelona (3)    | Sand          | Joe Salisbury     | Sander Arends Luke Johnson             | 3:6, 7:61, [6:10]  |
| 24. | 7. Juni 2025       | French Open      | Sand          | Joe Salisbury     | Horacio Zeballos Marcel Granollers     | 0:6, 7:65, 5:7     |

### Mixed

#### Turniersiege
| Nr. | Datum         | Turnier       | Belag | Partnerin        | Finalgegner                   | Ergebnis  |
| --- | ------------- | ------------- | ----- | ---------------- | ----------------------------- | --------- |
| 1.  | 11. Juli 2021 | Wimbledon (1) | Rasen | Desirae Krawczyk | Joe Salisbury Harriet Dart    | 6:2, 7:61 |
| 2.  | 7. Juli 2022  | Wimbledon (2) | Rasen | Desirae Krawczyk | Samantha Stosur Matthew Ebden | 6:4, 6:3  |

#### Finalteilnahmen
| Nr. | Datum           | Turnier         | Belag     | Partnerin        | Finalgegner                            | Ergebnis          |
| --- | --------------- | --------------- | --------- | ---------------- | -------------------------------------- | ----------------- |
| 1.  | 26. Januar 2024 | Australian Open | Hartplatz | Desirae Krawczyk | Hsieh Su-wei Jan Zieliński             | 7:65, 4:6, [9:11] |
| 2.  | 6. Juni 2024    | French Open     | Sand      | Desirae Krawczyk | Laura Siegemund Édouard Roger-Vasselin | 4:6, 5:7          |

## Abschneiden bei Grand-Slam-Turnieren

### Doppel
| Turnier         | 2014 | 2015 | 2016 | 2017 | 2018 | 2019 | 2020 | 2021 | 2022 | 2023 | 2024 | 2025 | Karriere |
| --------------- | ---- | ---- | ---- | ---- | ---- | ---- | ---- | ---- | ---- | ---- | ---- | ---- | -------- |
| Australian Open | —    | —    | —    | 1    | 1    | 2    | 2    | 2    | VF   | VF   | AF   | 2    | VF       |
| French Open     | 1    | —    | —    | —    | 2    | 2    | VF   | 1    | VF   | VF   | 1    | F    | F        |
| Wimbledon       | 1    | 1    | 2    | VF   | AF   | 1    |      | 2    | AF   | S    | HF   | VF   | S        |
| US Open         | —    | —    | —    | 1    | 1    | HF   | VF   | 2    | F    | AF   | VF   |      | F        |

Zeichenerklärung: S = Turniersieg; F, HF, VF, AF = Einzug ins Finale / Halbfinale / Viertelfinale / Achtelfinale; 1, 2, 3 = Ausscheiden in der 1. / 2. / 3. Hauptrunde; Q1, Q2, Q3 = Ausscheiden in der 1. / 2. / 3. Qualifikationsrunde; nicht ausgetragen

### Mixed
| Turnier         | 2014 | 2015 | 2016 | 2017 | 2018 | 2019 | 2020 | 2021 | 2022 | 2023 | 2024 | 2025 | Karriere |
| --------------- | ---- | ---- | ---- | ---- | ---- | ---- | ---- | ---- | ---- | ---- | ---- | ---- | -------- |
| Australian Open | —    | —    | —    | —    | —    | HF   | AF   | VF   | 1    | HF   | F    | 1    | F        |
| French Open     | —    | —    | —    | —    | —    | AF   |      | VF   | VF   | AF   | F    | HF   | F        |
| Wimbledon       | VF   | 1    | AF   | 2    | 2    | 2    |      | S    | S    | 1    | VF   | VF   | S        |
| US Open         | —    | —    | —    | —    | —    | 1    |      | VF   | AF   | —    | 1    |      | VF       |